# Magnar Solberg
Magnar Solberg  (Soknedal, 4 februari 1937) is een Noors voormalig biatleet. 

## Carrière
Solberg won tijdens de Olympische Winterspelen 1968 in het Franse Grenoble de gouden medaille in de individuele wedstrijd in de estafette behaalde Solberg met zijn ploeggenoten de zilveren medaille. Vier jaar later prolongeerde Solberg zijn gouden medaille in de landenwedstrijd. Hiermee is Solberg de enige biatleet die zijn titel in de individuele wedstrijd heeft geprolongeerd.
Tijdens de wereldkampioenschappen won Solberg twee bronzen medaille in de individuele wedstrijd en drie zilveren medailles op de estafette.

## Belangrijkste resultaten

### Olympische Winterspelen
| Jaar | Plaats   | Resultaten                                  |
| ---- | -------- | ------------------------------------------- |
| 1968 | Grenoble | 20 km individueel · 4 x 7,5 km estafette    |
| 1972 | Sapporo  | 20 km individueel · 4e 4 x 7,5 km estafette |

### Wereldkampioenschappen
| Jaar | Plaats      | Resultaten                               |
| ---- | ----------- | ---------------------------------------- |
| 1969 | Zakopane    | 20 km individueel · 4x7,5km estafette    |
| 1970 | Östersund   | 4 x 7,5km estafette                      |
| 1971 | Hämeenlinna | 20 km individueel · 4 x 7,5 km estafette |